# 金塔尼利亚德尔科科
金塔尼利亚德尔科科，是西班牙卡斯蒂利亚-莱昂布尔戈斯省的一个市镇。总面积20平方公里，总人口111人（2001年），人口密度6人/平方公里。